# Piero Tosi

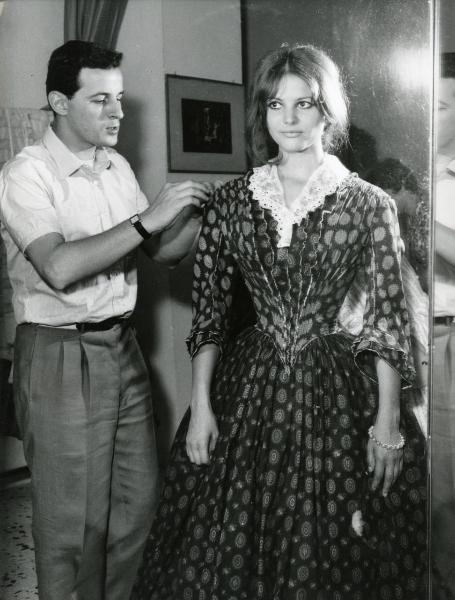
Piero Tosi sistema il vestito di scena di Claudia Cardinale durante le riprese de Il Gattopardo (1963)

Piero Tosi (Sesto Fiorentino, 10 aprile 1927 – Roma, 10 agosto 2019) è stato un costumista italiano.

## Biografia
Figlio di un fabbro ha da sempre coltivato la passione per il teatro e la moda, e fin da giovane leggeva Shakespeare e ne immaginava i costumi. Studia a Firenze all'Accademia delle Belle Arti ed è allievo di Ottone Rosai. Da giovane viene introdotto da Franco Zeffirelli nel mondo artistico del dopoguerra, e viene preso come assistente alla regia da Luchino Visconti per uno spettacolo del Maggio Musicale Fiorentino. In seguito inizia a lavorare nel cinema come costumista, sempre per Visconti, e debutta con il film Bellissima nel 1948 disegnando i costumi per Anna Magnani.
Ha dato il meglio di sé con Luchino Visconti, nella prosa (La locandiera), nella lirica (La sonnambula, Macbeth) e nel cinema (Senso, Rocco e i suoi fratelli, Le notti bianche, Il gattopardo, Morte a Venezia); nonché con altri registi, tra i quali Mauro Bolognini, Vittorio De Sica, Federico Fellini, Liliana Cavani, Franco Zeffirelli e Pier Paolo Pasolini. Nella sua carriera Tosi ha vestito i più importanti divi del cinema italiano, come Anna Magnani, Marcello Mastroianni, Alida Valli, da Sophia Loren a Silvana Mangano e Claudia Cardinale; contribuendo così alla creazione dell'immaginario collettivo del primo dopoguerra e alla costruzione delle pietre miliari dell'industria cinematografica italiana. Tosi ha operato presso alcune tra le principali sartorie teatrali di prestigio, come quella di Umberto Tirelli.
Per molti anni ha insegnato alla Scuola nazionale di cinema presso il Centro sperimentale di cinematografia di Roma, dove dal 1997 al 2000 viene girato il documentario Chiari e morbidi tessuti - L'arte di Piero Tosi di Matteo Pedani poi proiettato nella cerimonia degli Oscar alla carriera. Nel 2008 il Centro sperimentale di cinematografia gli ha dedicato il documentario di Francesco Costabile L'abito e il volto - Incontro con Piero Tosi, vincitore del premio del pubblico al Biografilm Festival. La sua ultima apparizione è nel docufilm “Alida” di Mimmo Verdesca, dedicato alla sua cara amica Alida Valli. Piero Tosi è morto a Roma e le sue ceneri sono state deposte a Firenze nella tomba di famiglia del collega e amico Franco Zeffirelli.

## Estetica
Piero Tosi è stato uno dei primi costumisti a considerare il costume come una parte estesa del personaggio, un modo per raccontarne la storia, l'umore e il carattere. Studiava gli abiti con una minuziosa attenzione al particolare ed un inconfondibile amore per il dettaglio. I suoi costumi non erano solo parte del contesto e non avevano solo il compito di renderlo realistico, ma una vera e propria sottotrama. Tosi lavorava cercando una bellezza raffinata ed elegante, mai visionaria seppur originale, che ricorda i quadri e le arti figurative. Molti sono i costumisti che hanno poi dichiarato di essersi ispirati al suo lavoro tra cui Milena Canonero e Gabriella Pescucci. Conduceva lunghe ricerche per creare abiti storicamente esatti, ma spesso inseriva dei dettagli che ricordavano la modernità, anche se impercettibili. Lavorava con gli attori che avrebbero indossato i suoi costumi, affinché questi fossero un aiuto nella recitazione ed esaltassero i protagonisti. Quasi mai era completamente soddisfatto del suo lavoro, e ha rinunciato a diverse collaborazioni, si è negato ad esempio a Stanley Kubrick. Si dice che amava dormire con i tessuti prima di sceglierli, per ascoltare ciò che avevano da dire e per capirli meglio.

## Riconoscimenti
Dal 2009 il Bif&st di Bari conferisce un Premio intitolato a Piero Tosi per il miglior costumista tra i film del festival.
Nel 2013 l'Academy of Motion Picture Arts and Sciences, che assegna annualmente i premi Oscar, ha deciso di conferirgli un premio alla carriera, ritirato da una delle sue attrici preferite, Claudia Cardinale: per l'occasione, la Galleria del costume di Palazzo Pitti ha dedicato una mostra ai suoi costumi di scena. La mostra si è svolta dal 1º ottobre 2014 all’11 gennaio 2015 presso la Galleria del Costume di Palazzo Pitti ed ha reso omaggio al grande maestro esponendo circa una quindicina di abiti di scena di Piero Tosi; nell'allestimento sono stati inseriti anche un nucleo di importanti abiti storici provenienti dalla donazione di Umberto Tirelli alla Galleria del Costume nel 1986.

## Filmografia

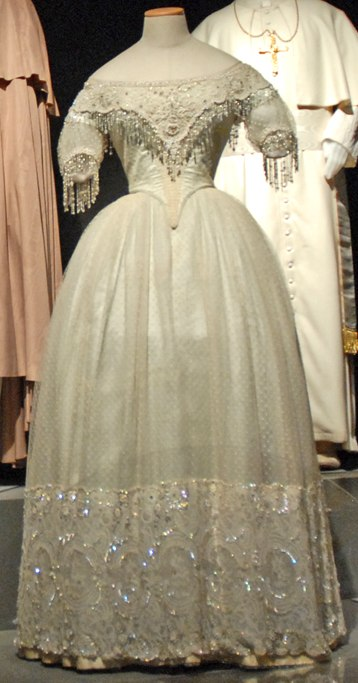
Costume indossato da Teresa Stratas nel film La Traviata diretto da Franco Zeffirelli nel 1982. Costumista: Piero Tosi.

- Bellissima, regia di Luchino Visconti (1951)
- Amore selvaggio, regia di Giuseppe Bennati (1953)
- Senso, regia di Luchino Visconti (1954)
- L'arte di arrangiarsi, regia di Luigi Zampa (1954)
- Il padrone sono me, regia di Franco Brusati (1955)
- Suor Letizia - Il più grande amore, regia di Mario Camerini (1956)
- Le notti bianche, regia di Luchino Visconti (1957)
- Marisa la civetta, regia di Mauro Bolognini (1957)
- Vacanze a Ischia, regia di Mario Camerini (1957)
- Giovani mariti, regia di Mauro Bolognini (1958)
- Policarpo, ufficiale di scrittura, regia di Mario Soldati (1959)
- Arrangiatevi, regia di Mauro Bolognini (1959)
- Il bell'Antonio, regia di Mauro Bolognini (1960)
- Rocco e i suoi fratelli, regia di Luchino Visconti (1960)
- La contessa azzurra, regia di Claudio Gora (1960)
- Un amore a Roma, regia di Dino Risi (1960)
- La viaccia, regia di Mauro Bolognini (1961)
- A cavallo della tigre, regia di Luigi Comencini (1961)
- Senilità, regia di Mauro Bolognini (1962)
- Il Gattopardo, regia di Luchino Visconti (1963)
- Adultero lui, adultera lei, regia di Raffaello Matarazzo (1963)
- I compagni, regia di Mario Monicelli (1963)
- Ieri, oggi, domani, regia di Vittorio De Sica (1963)
- La visita, regia di Antonio Pietrangeli (1963)
- La donna scimmia, regia di Marco Ferreri (1964)
- La donna è una cosa meravigliosa, registi vari (1964)
- Il giornalino di Gian Burrasca, serie TV, regia di Lina Wertmüller (1964)
- Caccia alla volpe, regia di Vittorio De Sica (1966)
- Le streghe, registi vari (1967)
- Lo straniero, regia di Luchino Visconti (1967)
- Matchless, regia di Alberto Lattuada (1967)
- Arabella, regia di Mauro Bolognini (1967)
- Questi fantasmi, regia di Renato Castellani (1967)
- La caduta degli dei, regia di Luchino Visconti (1969)
- Medea, regia di Pier Paolo Pasolini (1969)
- Ciao Gulliver, regia di Carlo Tuzii (1970)
- Bubù, regia di Mauro Bolognini (1971)
- Morte a Venezia, regia di Luchino Visconti (1971)
- Ludwig, regia di Luchino Visconti (1973)
- Vogliamo i colonnelli, regia di Mario Monicelli (1973)
- Il portiere di notte, regia di Liliana Cavani (1974)
- Libera, amore mio!, regia di Mauro Bolognini (1975)
- L'età della pace, regia di Fabio Carpi (1975)
- Per le antiche scale, regia di Mauro Bolognini (1975)
- L'innocente, regia di Luchino Visconti (1976)
- Al di là del bene e del male, regia di Liliana Cavani (1977)
- Il vizietto, regia di Édouard Molinaro (1978)
- Il malato immaginario, regia di Tonino Cervi (1979)
- La storia vera della signora dalle camelie, regia di Mauro Bolognini (1981)
- La pelle, regia di Liliana Cavani (1981)
- La festa perduta, regia di Pier Giuseppe Murgia (1981)
- Giorno dopo giorno, serie TV, regia di Salvatore Nocita (1982)
- Oltre la porta, regia di Liliana Cavani (1982)
- La traviata, regia di Franco Zeffirelli (1982)
- Credo, film TV, regia di Jacques Deray (1983)
- Matrimonio con vizietto (Il vizietto III), regia di Georges Lautner (1985)
- Vendetta: Secrets of a Mafia Bride, miniserie TV, regia di Stuart Margolin (1990)
- Albert Savarus, film TV, regia di Alexandre Astruc (1993)
- Storia di una capinera, regia di Franco Zeffirelli (1993)
- Estasi, film TV, regia di Maria Carmela Cicinnati e Peter Exacoustos (1993)
- Un bel dì vedremo, regia di Tonino Valerii (1997)
- La Bohème, film TV, regia di Carlo Battistoni (2003)
- Le chiavi di casa, regia di Gianni Amelio (2004)
- Omaggio a Roma, cortometraggio, regia di Franco Zeffirelli (2009)

## Riconoscimenti
Premio Oscar
- 1964 - Candidatura come migliori costumi per Il Gattopardo
- 1972 - Candidatura come migliori costumi per Morte a Venezia
- 1974 - Candidatura come migliori costumi per Ludwig
- 1980 - Candidatura come migliori costumi per Il vizietto
- 1983 - Candidatura come migliori costumi per La traviata
- 2014 - Oscar onorario

British Academy Film Award
- 1972 - Migliori costumi per Morte a Venezia
- 1984 - Migliori costumi per La traviata

David di Donatello
- 1981 - Migliori costumi per La storia vera della signora dalle camelie
- 1994 - Migliori costumi per Storia di una capinera
- 2006 - David del Cinquantenario

Nastro d'argento
- 1960 - Migliori costumi per Policarpo, ufficiale di scrittura
- 1961 - Candidatura come migliori costumi per Rocco e i suoi fratelli
- 1962 - Migliori costumi per La viaccia
- 1963 - Migliori costumi per Senilità
- 1964 - Migliori costumi per Il Gattopardo
- 1964 - Candidatura come migliori costumi per I compagni
- 1969 - Candidatura come migliori costumi per Tre passi nel delirio
- 1970 - Candidatura come migliori costumi per La caduta degli dei
- 1971 - Candidatura come migliori costumi per Metello
- 1972 - Migliori costumi per Morte a Venezia
- 1974 - Migliori costumi per Ludwig
- 1976 - Candidatura come migliori costumi per Per le antiche scale
- 1983 - Migliori costumi per La traviata
- 1995 - Migliori costumi per Storia di una capinera